# Ваксмунд
Ваксмунд (пол. Waksmund) — село в Польщі, у гміні Новий Торг Новотарзького повіту Малопольського воєводства.
Населення — 2445 осіб (2011).

## Демографія
Демографічна структура станом на 31 березня 2011 року:
|          | Загалом | Допрацездатний вік | Працездатний вік | Постпрацездатний вік |
| -------- | ------- | ------------------ | ---------------- | -------------------- |
| Чоловіки | 1203    | 295                | 793              | 115                  |
| Жінки    | 1242    | 293                | 727              | 222                  |
| Разом    | 2445    | 588                | 1520             | 337                  |